# Vito Positano

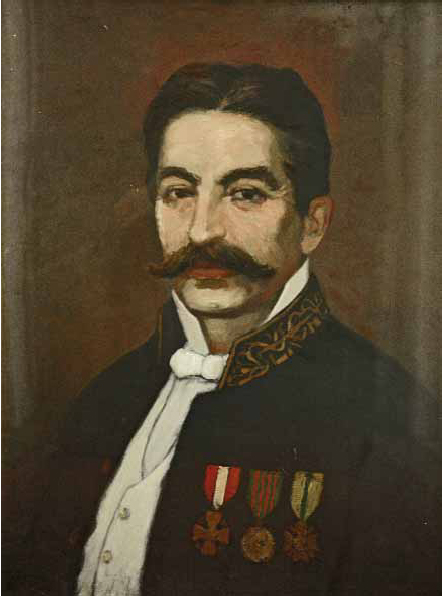
Vito Positano

Vito Positano, eigentlich Vittorio Positano (* 3. Oktober 1833 in Bari; † 26. November 1886 in Yokohama), war ein italienischer Diplomat.

## Leben
Positanos Mutter hieß Maria Franchini. Er hatte mehrere Brüder, die sich um die Geschäfte der Familie kümmerten. Er selbst trat zunächst der örtlichen Feuerwehr bei und diente später bei den süditalienischen Truppen und unterstützte Garibaldi. Nach dem Risorgimento, der Vereinigung Italiens, schied er aus dem soldatischen Dienst aus; wenig später begann er seine Karriere als Diplomat. Stationen seiner Arbeit als Politiker waren Triest, Korfu, Malta, Algier, Istanbul und Sofia, ab 1881 Damaskus und zuletzt Yokohama.
In Sofia ist er heute noch als Retter der Stadt bekannt: Österreich-Ungarn, Frankreich und Italien hatten im 19. Jahrhundert Konsulate in Sofia etabliert, da Bulgarien, das zu diesem Zeitpunkt noch dem Ottomanischen Reich angehörte, florierte und seine Lage vorteilhaft schien. Das Vizekonsulat von Italien in Sofia bestand seit 1874. Am 5. Juli 1876 wurde Positano italienischer Vizekonsul in Sofia. 
In Sofia wurde er als Retter der Stadt geehrt, nachdem er im Dezember 1878 die Zerstörung Sofias verhindert hatte. Im Zuge des Russisch-Türkischen Krieges, der schließlich zur Loslösung Bulgariens vom ottomanischen Herrschaftsgebiet und zur Gründung des Fürstentums Bulgarien führte, waren russische Truppen bis vor die Stadt vorgedrungen, die am 4. Januar 1878 befreit werden sollte. Die Türken unter Osman Nuri Pascha sahen sich zur Flucht gezwungen und versuchten die Stadt zu zerstören, ehe sie sie verließen. 
An die Diplomaten in Sofia war der Aufruf ergangen, sich aus der Stadt zu retten. Dies lehnte Positano ab. Zusammen mit dem französischen und dem österreich-ungarischen Konsul rief er das diplomatische Korps auf, Sofia zu verteidigen. Er bedrohte Nuri Pascha mit schwerwiegenden diplomatischen Konsequenzen, sollte er von seinem Plan nicht abstehen. Positano sorgte dafür, dass in Brand gesetzte Häuser gelöscht wurden und die Bevölkerung vor Marodeuren geschützt wurde; er organisierte den Widerstand gegen die verbliebenen Reste der osmanischen Truppen. Nachdem die russischen Truppen in die Stadt eingezogen waren, fand eine Dankesdemonstration der Einwohner der Stadt für Positano statt. Von den Russen wurde Vito Positano ausgezeichnet, und im Jahr 1879 wurde er Ehrenbürger von Sofia. Eine Gedenktafel in der nach ihm benannten Positano-Straße in Sofia erinnert an ihn. Diese Straße war einst der Wohnsitz der einflussreichsten Bürger Sofias, zu denen auch Vito Positano zählte. Das italienische Konsulat, das bis 1878 in Sofia bestanden hatte, wurde nach Russe verlegt, und Positano wurde an eine andere Stelle versetzt.